# Kvillträsket (naturreservat)
Kvillträsket är ett naturreservat i Bjurholms kommun och Vännäs kommun i Västerbottens län.
Området är naturskyddat sedan 2016 och är 271 hektar stort. Reservatet ligger omkring Kvillträsket och består av blandbarrskog med inslag av lövträd.